# Florestina de Mônaco
Florestina Gabriela Antonieta Grimaldi (em francês:  Florestine Gabrielle Antoinette; 22 de outubro de 1833 — 24 de abril de 1897) foi a única filha de Florestan I, Príncipe de Mônaco e de sua esposa, Maria Caroline Gibert de Lametz.

## Biografia
Em 1863, Florestina casou-se com Guilherme, 1.º Duque de Urach (1810-1869), tornando-se sua segunda esposa. Eles tiveram dois filhos juntos:
- Mindaugas II da Lituânia (30 de maio de 1864 - 24 de março de 1928), também conhecido como Guilherme, 2.º Duque de Urach, foi eleito em 1918 como rei da Lituânia. Foi casado primeiro com duquesa Amália da Baviera, com quem teve nove filhos. Após sua morte, casou-se com a princesa Wiltrude da Baviera, filha do rei Luís III da Baviera, mas eles não tiveram filhos;
- Carlos, Príncipe de Urach (15 de fevereiro de 1865 - 5 de dezembro de 1925);

## Títulos e estilos
- 22 de outubro de 1833 – 15 de fevereiro de 1863: Sua Alteza Sereníssima a Princesa Florestina de Mônaco
- 15 de fevereiro de 1863 – 28 de março de 1867: Sua Alteza Sereníssima a Condessa Florestina de Württemberg, Princesa de Mônaco
- 28 de março de 1867 – 17 de julho de 1869: Sua Alteza Sereníssima a Duquesa de Urach, Condessa de Württemberg, Princesa de Mônaco
- 17 de julho de 1869 – 4 de abril de 1897: Sua Alteza Sereníssima a Duquesa Viúva de Urach, Condessa de Württemberg, Princesa de Mônaco

### Honras
- Espanha: 651.º Dama da Ordem da Rainha Maria Luísa - .